# Ziziphus
Ziziphus (zízifo) é um género botânico pertencente à família Rhamnaceae.

## Algumas espécies
- Juazeiro - Z. joazeiro
- Açofeifeira - Z. jujuba